# Czarne (Podlachie)
Pour les articles homonymes, voir Czarne (homonymie).
Czarne est un village de Pologne, situé dans la gmina de Filipów, dans le powiat de Suwałki, dans la voïvodie de Podlachie à l'est de la Pologne.